# Diversinervus madgaoensis
Diversinervus madgaoensis är en stekelart som beskrevs av Hayat, Alam och Agarwal 1975. Diversinervus madgaoensis ingår i släktet Diversinervus och familjen sköldlussteklar. Inga underarter finns listade i Catalogue of Life.